# Шадымо-Рыскинское сельское поселение
Шадымо-Рыскинское се́льское поселе́ние — упразднённое муниципальное образование в Инсарском районе Мордовии Российской Федерации.
Административный центр — село Шадымо-Рыскино.

## История
Статус и границы сельского поселения установлены Законом Республики Мордовия от 28 декабря 2004 года № 119-З «Об установлении границ муниципальных образований Инсарского муниципального района, Инсарского муниципального района и наделении их статусом сельского поселения, городского поселения и муниципального района».
Упразднено в 2019 году с включением его единственного населённого пункта в Сиалеевско-Пятинское сельское поселение (сельсовет).

## Население
| 2002 | 2010 | 2012 | 2013 | 2014 | 2015 | 2016 |
| ---- | ---- | ---- | ---- | ---- | ---- | ---- |
| 512  | ↘312 | ↘301 | ↘291 | ↘275 | ↘268 | ↘261 |
| 2017 | 2018 | 2019 |      |      |      |      |
| ↘247 | ↘237 | ↘222 |      |      |      |      |

## Состав сельского поселения
| № | Населённый пункт | Тип населённого пункта | Население |
| - | ---------------- | ---------------------- | --------- |
| 1 | Шадымо-Рыскино   | село                   | ↘222      |